# Relații interpersonale

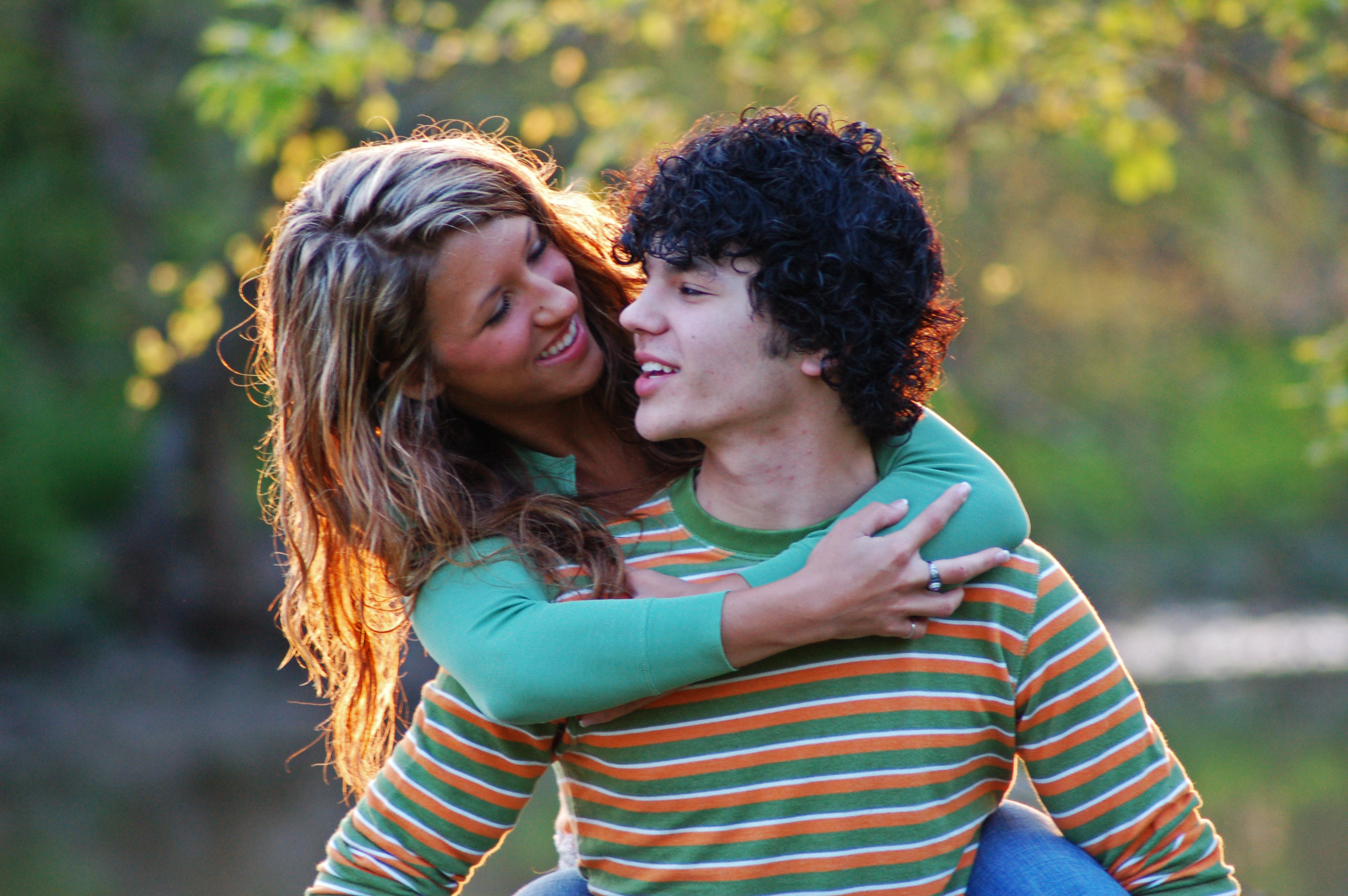
Relațiile intime sunt un tip de relații interpersonale.

Relațiile interpersonale implică interacțiuni sociale dintre doi sau mai mulți oameni caracterizate, în general, de „utilizarea minimă a etichetelor stereotipe, de existența unor reguli [...] unice și idiosincretice și de un grad înalt de schimb informațional”. În general, relațiile interpersonale se realizează între două sau mai multe persoane, care se află în poziții de proximitate în care interacționează sau se influențează reciproc.
Relațiile interpersonale sunt împărțite în astfel de tipuri:
1. Cunoaștere (cea mai comună formă de relații interpersonale) - acest "cerc" include o mulțime de oameni. Într-un cerc mai restrâns sunt cunoscuți oameni care vă recunosc, cu care discutați pe teme generale atunci când vă întâlniți.
2. Prietenia este un cerc de cunoștințe, în care o persoană este atractivă pentru alta (afecțiune reciprocă). Aici principala condiție pentru apariția relațiilor interpersonale este atracția reciprocă, dorința de contact, comunicare.
3. Relațiile de parteneriat in afaceri sau activități lucrative. Participanții la astfel de relații sunt unite printr-un scop, mijloace și rezultate comune ale activităților comune.
4. Prietenia este o relație bazată pe a împărtăși necazurile, a multiplicare bucuria, a găsi sprijin și a câștiga încredere. Prietenii sunt însoțitori credincioși și de încredere pe parcursul vieții.
5. Dragostea este o relație specială între doi sau mai mulți oameni. Cu ajutorul ei, o persoană devine mai bună, sufletul "se trezește".

De asemenea, relațiile interpersonale sunt împărțite în stiluri:
1. Relațiile oficiale (de afaceri, de serviciu) ale persoanelor legate de respectarea formalităților, regulilor stabilite de o persoană oficială. Lumea acestor relații nu este bogată și diversă.
2. Relații personale (prietenoase, prietenoase, cunoscute, iubitoare, de companie), care nu se limitează la regulile formale prescrise. Lumea acestor relații este bogată și diversă, spre deosebire de relațiile oficiale.